# كريستيان بيركيل
كريستيان بيركيل (بالألمانية: Christian Berkel)‏ هو ممثل ألماني، ولد في 28 أكتوبر 1957 في ألمانيا.

## أعمال

### أفلام
- (2004) السقوط
- (2008) فالكيري[7][8]
- (2008) هابر
- (2009) أوغاد مجهولون
- (2015) الرجل من يو.إن.سي.إل.إي.
- (2015) ترامبو[9]
- (2016) هي[10]

## وصلات خارجية
- كريستيان بيركيل على موقع IMDb (الإنجليزية)
- كريستيان بيركيل على موقع مونزينجر (الألمانية)
- كريستيان بيركيل على موقع قاعدة بيانات الأفلام العربية
- كريستيان بيركيل على موقع ألو سيني (الفرنسية)
- كريستيان بيركيل على موقع ميوزك برينز (الإنجليزية)
- كريستيان بيركيل على موقع أول موفي (الإنجليزية)
- كريستيان بيركيل على موقع قاعدة بيانات الأفلام السويدية (السويدية)
- كريستيان بيركيل على موقع ديسكوغز (الإنجليزية)
- كريستيان بيركيل على موقع قاعدة بيانات الفيلم (الإنجليزية)
- كريستيان بيركيل على موقع كينوبويسك (الروسية)